# Kridtet
Kridtet er en dansk børnefilm fra 2017 instrueret af Troels B. Mikkelsen.

## Handling
En dreng forsøger at overvinde sin værste frygt, men først må han søge hjælp fra en lille superhelt.

## Medvirkende
- Malthe Stein Frandsen, Dreng
- Nicoline Andreasen, Pige
- Emil Dahm Andersen, Flyttemand nr. 1
- Brian Lousdal Nielsen, Flyttemand nr. 2
- Lysser Andersen, Mor